# 福滋県境交流促進協議会
福滋県境交流促進協議会（ふくじけんきょうこうりゅうそくしんきょうぎかい）とは、福井県嶺南、滋賀県湖北、湖西の整備及び開発等に関する計画の立案・調整を行う任意団体。
地域振興等をテーマにシンポジウムの開催や、国などへの要望活動を行っている。

## 沿革
- 1999年（平成11年）: 発足。
- 2024年（令和6年）5月21日 : 2024年度総会（小浜市）開催。

## 主な事業
- 福井県嶺南及び滋賀県北西部の開発・整備に必要な調査研究。
- 国等に対する要望。
- ホームページなどの活用による情報発信。

## 参加自治体
- 福井県
  - 敦賀市
  - 小浜市
  - 美浜町
  - 若狭町
  - おおい町
  - 高浜町
- 滋賀県
  - 長浜市
  - 米原市
  - 高島市

## 事務局
- 福井県
  - 敦賀市企画制作部ふるさと創生課（敦賀市）